# Chariots of the Gods?
Chariots of the Gods? Unsolved Mysteries of the Past (tiếng Đức: Erinnerungen an die Zukunft: Ungelöste Rätsel der Vergangenheit; có nghĩa là Ký ức về tương lai: Những bí ẩn quá khứ chưa giải đáp) là một cuốn sách phi hư cấu do Erich von Däniken viết vào năm 1968 và được Michael Heron dịch từ nguyên bản tiếng Đức. Tác phẩm này liên quan đến giả thuyết cho rằng công nghệ và tôn giáo của nhiều nền văn minh cổ đại do nhà du hành cổ trao lại vốn được người dân thời đó chào đón như những vị thần linh. Bản thảo đầu tiên của ấn phẩm từng bị nhiều nhà xuất bản từ chối. Cuốn sách này được biên tập viên Wilhelm Roggersdorf (bút danh của nhà biên kịch người Đức Wilhelm Utermann) viết lại nhiều lần.

## Tóm lược

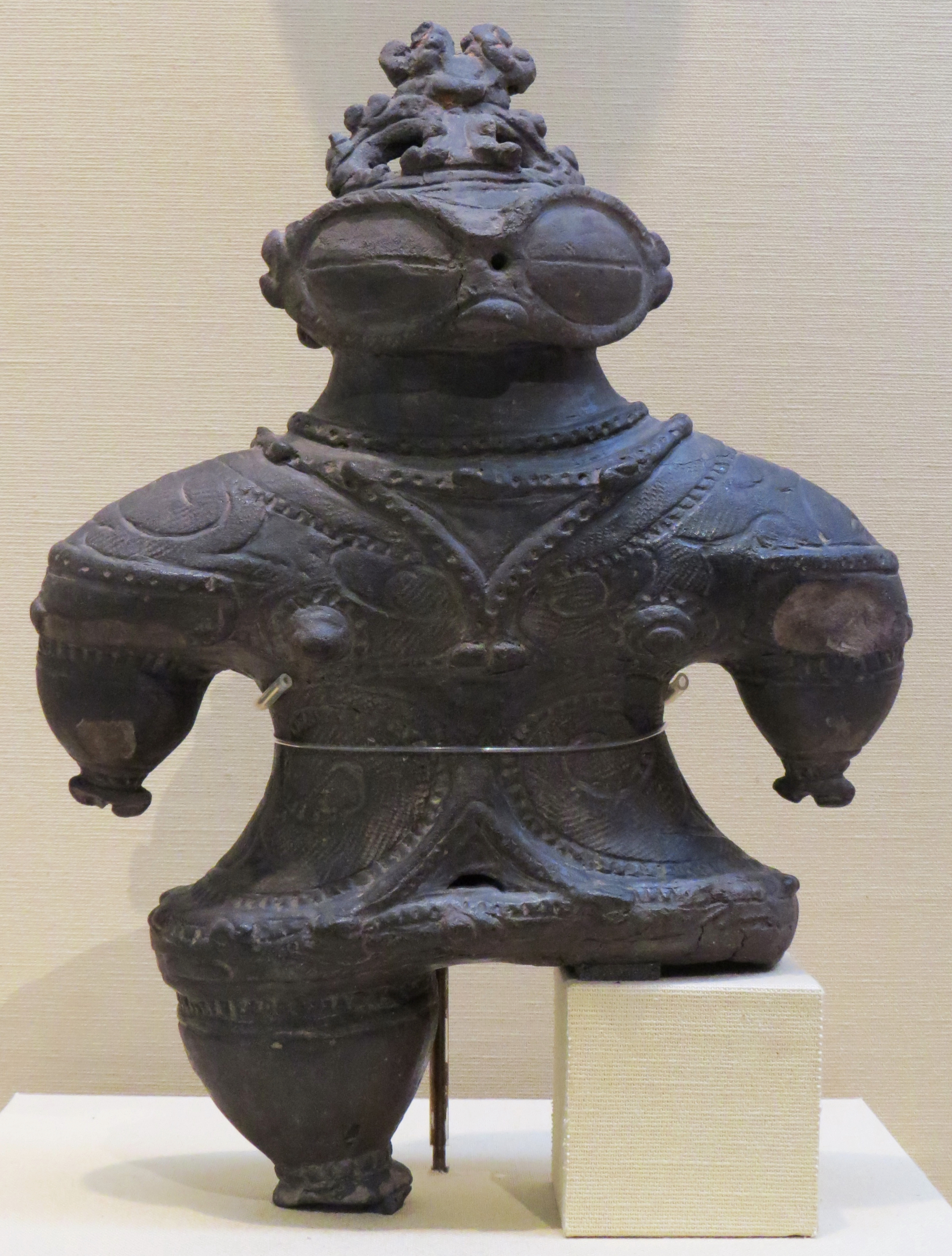
Bức tượng từ cuối thời kỳ Jōmon (1000–400 TCN) ở Nhật Bản mà von Däniken giải thích là nhằm mô tả một vị khách ngoài hành tinh.

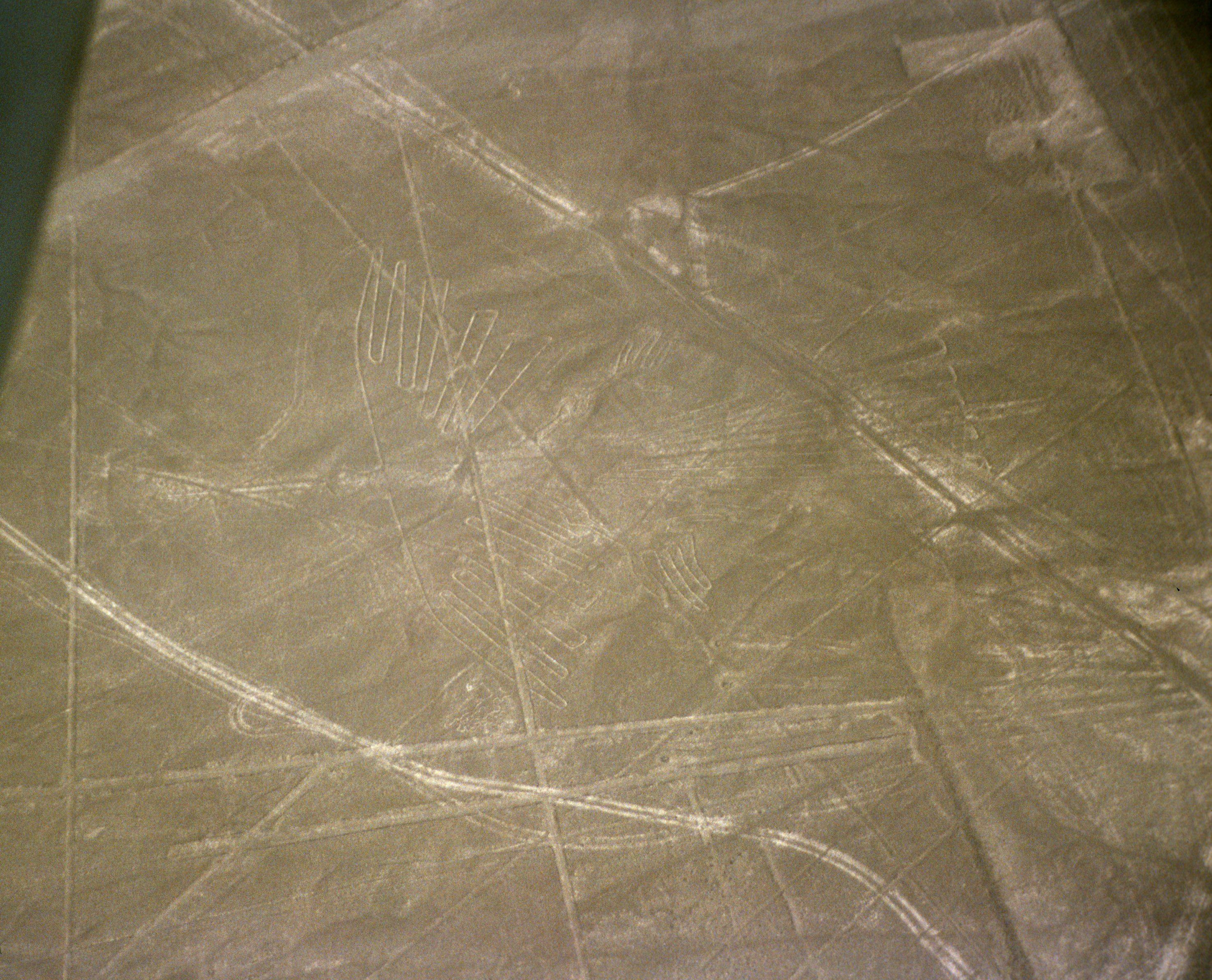
Von Däniken gợi ý rằng Đường kẻ Nazca (200 TCN – 700 CE) ở Peru có thể là "đường băng hạ cánh" cho tàu vũ trụ của người ngoài hành tinh.

Luận điểm chính của Chariots of the Gods là sinh vật ngoài Trái Đất đã ảnh hưởng đến công nghệ cổ đại. Von Däniken gợi ý rằng một số công trình và cổ vật dường như phản ánh kiến thức công nghệ phức tạp hơn những gì con người biết đến hoặc được cho là đã tồn tại vào thời điểm chúng được sản xuất. Von Däniken khẳng định rằng những hiện vật này do du khách ngoài Trái Đất hoặc những người đã học được kiến thức cần thiết từ người ngoài hành tinh tạo ra.
Những cổ vật như vậy bao gồm các kim tự tháp Ai Cập, Stonehenge, và Moai của Đảo Phục Sinh. Những ví dụ khác bao gồm tấm bản đồ thế giới nguyên thủy gọi là bản đồ Piri Reis, mà von Däniken mô tả là phơi bày toàn cảnh Trái Đất khi nhìn từ không gian, và Đường kẻ Nazca ở Peru, mà ông cho rằng có thể đã được con người xây dựng dưới dạng những bản sao thô sơ từ công trình kiến trúc trước đây của người ngoài hành tinh, như một cách để kêu gọi người ngoài hành tinh quay trở lại Trái Đất. Ông sử dụng cách giải thích tương tự này để lập luận rằng các vết bánh xe ở Malta có thể có mục đích ngoài hành tinh cùng với những đường kẻ tương tự ở Úc, Ả Rập Xê Út và Biển Aral.
Cuốn sách này cũng đưa ra lời gợi ý rằng các tác phẩm nghệ thuật cổ đại trên khắp thế giới có thể được hiểu là nhằm mô tả phi hành gia, phương tiện bay và tàu vũ trụ, người ngoài hành tinh và công nghệ phức tạp. Von Däniken mô tả mấy yếu tố mà ông tin là giống nhau trong nghệ thuật của những nền văn hóa không liên quan. Trong số tác phẩm nghệ thuật mà ông mô tả có những bức tượng nhỏ Dogū cổ của Nhật Bản (mà von Däniken tin là giống nhà du hành vũ trụ trong bộ đồ phi hành gia) và những bức chạm khắc 3.000 năm tuổi trong Đền thờ thời Tân Vương quốc của Ai Cập dường như mô tả những cỗ máy giống như máy bay trực thăng.
Cuốn sách tiếp tục thêm gợi ý rằng nguồn gốc của nhiều tôn giáo, bao gồm cả cách giải thích Cựu Ước của Kinh Thánh, là phản ứng khi tiếp xúc với một chủng tộc ngoài hành tinh. Theo von Däniken, nhân loại coi công nghệ của người ngoài hành tinh mang đậm tính siêu nhiên và bản thân người ngoài hành tinh là thần thánh. Von Däniken đặt câu hỏi liệu tập tục truyền khẩu và thành văn của hầu hết các tôn giáo có đề cập đến những vị khách đến từ các vì sao và phương tiện di chuyển trong không trung và không gian hay không. Ông nói, những điều này nên được hiểu là những mô tả theo nghĩa đen rồi dần thay đổi theo thời gian và trở nên khó hiểu hơn.
Những ví dụ trong sách kể đến bao gồm linh ảnh của Ezekiel về thiên thần và bánh xe, mà von Däniken hiểu là mô tả về một con tàu vũ trụ; Hòm Giao Ước, được giải thích là loại thiết bị dùng để liên lạc với một chủng tộc ngoài hành tinh; và sự hủy diệt của Sodom bằng lửa và diêm sinh, được hiểu là một vụ nổ hạt nhân. Von Däniken cố gắng tạo ra sự tương đồng với "giáo phái hàng hóa" hình thành trong và sau Thế chiến thứ hai, khi các bộ lạc từng bị cô lập ở Nam Thái Bình Dương đã tưởng nhầm những người lính Mỹ và Nhật tiến bộ là thần linh.
Von Däniken cũng dành khoảng một phần ba cuốn sách nhằm thảo luận khả năng con người về mặt lý thuyết có thể cung cấp công nghệ tối tân cho các nền văn minh nguyên thủy trên thế giới giữa các vì sao vào năm 2100. Ông viết rằng điều này sẽ bắt chước sự tiếp xúc với người ngoài hành tinh thời cổ đại mà von Däniken tin rằng đã từng xảy ra trên Trái Đất.

## Đón nhận

### Bỏ qua tính học thuật
Cuốn sách của von Däniken và nhiều ấn phẩm tiếp theo của ông như Gods from Outer Space và The Gold of the Gods, đã thu hút phần lớn sự đón nhận tiêu cực từ giới học thuật chính thống dù đây là những cuốn sách bán chạy nổi tiếng. Nhiều nhà khoa học và nhà sử học đã bác bỏ ý tưởng của ông, cho rằng kết luận của cuốn sách này dựa trên bằng chứng sai trái, giả khoa học, một vài bằng chứng trong số đó về sau đã được chứng minh là gian dối hoặc bịa đặt, và dựa trên cơ sở phi logic.
Một cuốn sách bán chạy nhất quốc tế của Clifford Wilson mang tên Crash Go the Chariots, được xuất bản năm 1972. Cuốn sách năm 1976 của Ronald Story bác bỏ ý tưởng của von Däniken có tựa đề The Space Gods Revealed.  Một lời chỉ trích tiêu cực khác về cuốn sách của von Däniken đến từ nhà khảo cổ học Kenneth Feder trong cuốn sách của ông có nhan đề Frauds, Myths, and Mysteries xuất bản vào năm 2018. Đề cập đến việc von Däniken ủng hộ lý thuyết nhà du hành vũ trụ cổ, Feder giải thích cách bằng chứng của ông được sử dụng và trình bày một cách sai lệch theo thứ tự nhằm thuyết phục người đọc rằng sự sống ngoài Trái Đất có liên quan đến sự phát triển của các nền văn minh cổ đại.

### Tranh cãi về đạo văn
Ngay sau khi xuất bản cuốn Chariots of the Gods?, von Däniken bị buộc tội ăn cắp ý tưởng của tác giả người Pháp Robert Charroux.
Một bài viết năm 2004 đăng trên tạp chí Skeptic nói rằng von Däniken đã đạo văn nhiều khái niệm của sách này lấy từ cuốn The Morning of the Magicians, đến lượt tác phẩm này lại chịu ảnh hưởng nặng nề từ vũ trụ hư cấu Cthulhu Mythos, và cốt lõi của lý thuyết nhà du hành vũ trụ cổ bắt nguồn từ truyện "The Call of Cthulhu" và At the Mountains of Madness của nhà văn H. P. Lovecraft.

### Hiện vật bị nghi ngờ

Cột sắt Delhi, được Chandragupta II Đại đế dựng lên mà von Däniken tuyên bố là không bị rỉ sét.

Một hiện vật được đưa ra làm bằng chứng trong cuốn sách đã bị chính von Däniken phủ nhận. Chariots khẳng định rằng một cây cột sắt được cho là không rỉ sét ở Ấn Độ là bằng chứng về ảnh hưởng của người ngoài hành tinh, nhưng von Däniken thừa nhận trong một cuộc phỏng vấn trên tạp chí Playboy rằng cây cột này là do con người tạo ra và theo như những gì ủng hộ cho lý thuyết của ông thì "chúng ta có thể quên thứ sắt này đi". Tuy vậy, điều này cũng như bất kỳ bằng chứng đáng tin cậy nào khác đã bị xóa khỏi các ấn bản tiếp theo của Chariots of the Gods?.

### Phản hồi
Chariots of the Gods? nằm trong danh sách sách bán chạy nhất của tờ The New York Times và giúp khởi động sự nghiệp diễn giả trước công chúng của von Däniken. Tính đến tháng 1 năm 2017, tác giả đã bán được 70 triệu bản sách của mình.

## Chuyển thể
Cuốn sách này được chuyển thể thành phim tài liệu của Đức mang tên Chariots of the Gods do hãng Terra-Filmkunst sản xuất. Bộ phim được phát hành vào năm 1970 ở Tây Đức và lần đầu tiên xuất hiện ở Mỹ vào năm sau. Phim này được đề cử Giải Oscar cho phim tài liệu xuất sắc nhất tại Lễ trao Giải Oscar lần thứ 43 năm 1971.
Năm 1972, một phiên bản đã chỉnh sửa của bộ phim xuất hiện dưới dạng phim tài liệu truyền hình có tên gọi In Search of Ancient Astronauts trên kênh NBC do hãng Alan Landsburg Productions sản xuất. Bộ phim tài liệu này được Rod Serling làm người dẫn chuyện. Phần tiếp theo mang tên In Search of Ancient Mysteries được phát sóng vào năm sau, cũng do Serling làm người dẫn chuyện. Loạt phim tài liệu In Search Of..., do Leonard Nimoy dẫn chương trình (Serling đã qua đời năm 1975), được công chiếu lần đầu trên cơ sở hai bộ phim "thí điểm" đó.
Một bộ phim tài liệu truyền hình khác có nhan đề Horizon Special: The Case of the Ancient Astronauts do Graham Massey đạo diễn, được phát hành vào năm 1977 và xem xét những lời tuyên bố của von Däniken.
Năm 1993, von Däniken sản xuất một loạt phim gồm 25 phần có tựa đề Auf den Spuren der All-Mächtigen (Con đường của các vị thần) cho đài truyền hình Sat.1 của Đức. Năm 1996, một chương trình truyền hình đặc biệt kéo dài một giờ mang tên Chariots Of The Gods – The Mysteries Continue, được phát sóng trên kênh ABC và do ABC/Kane sản xuất. ABC/Kane đã sản xuất một chương trình truyền hình đặc biệt khác với von Däniken vào năm sau có tựa đề The Mysterious World – Search for Ancient Technology. Phim được phát sóng trên kênh Discovery Channel ở Mỹ và qua kênh RTL ở Đức.
bản quyền truyền thông toàn cầu đối với cuốn sách này kể từ đó được hãng Media Invest Entertainment vốn đang phát triển dòng thương hiệu "giải trí 360 độ" mang tên Chariots of the Gods. Ngày nay, phim tài liệu về thần thoại người ngoài hành tinh có thể được tìm thấy trên hầu hết các nền tảng phát trực tuyến và rất nhiều trên YouTube.

## Di sản
Chariots of the Gods? đã tạo ra nhiều phần tiếp theo, bao gồm Gods from Outer Space và The Gods Were Astronauts. Lý thuyết trong cuốn sách gốc được cho là đã ảnh hưởng đến nhiều loại sách, phim và phim truyền hình khoa học viễn tưởng. Ví dụ, nó được coi là nguồn cảm hứng cho chương trình truyền hình Ancient Aliens chiếu trên kênh History Channel.
Khái niệm về người ngoài hành tinh cổ đại đã được sử dụng như một yếu tố cốt truyện trong các chương trình truyền hình và phim điện ảnh như Star Trek (thực sự đã giải đáp câu hỏi này trước khi cuốn sách của von Däniken được xuất bản), Stargate, The Thing, The X-Files, dòng sản phẩm Alien (đáng chú ý nhất là Prometheus), Neon Genesis Evangelion, Indiana Jones and the Kingdom of the Crystal Skull và The Eternals.

## Bản dịch tiếng Việt
- Erich von Däniken, Dấu ấn các nền văn minh của những vị thần, Mộc Nhiên biên dịch, Nhà xuất bản Hồng Đức, Hà Nội, năm 2018, 248 trang.